# Гуїлья
Гуїлья, Ґуїлья (італ. Guiglia) — муніципалітет в Італії, у регіоні Емілія-Романья, провінція Модена.
Гуїлья розташована на відстані близько 310 км на північний захід від Рима, 32 км на захід від Болоньї, 25 км на південь від Модени.
Населення — 3974 особи (2014).
Щорічний фестиваль відбувається 31 січня. Покровитель — San Geminiano.

## Демографія
Населення за роками:

Станом на 1 січня 2023 року в муніципалітеті офіційно проживало 488 іноземців з 36 країн, серед них 72 громадяни країн Євросоюзу та 28 громадян України.

## Сусідні муніципалітети
- Вальзамоджа
- Марано-суль-Панаро
- Павулло-нель-Фриньяно
- Савіньяно-суль-Панаро
- Цокка